# تشقابل (بردسرة)
تشقابل (بالفارسية: چقابل) هي مستوطنة تقع في إيران في قسم بردسرة الريفي. يقدر عدد سكانها بـ 24 نسمة .